# Observatorul de Astrofizică din Catania
Observatorul de Astrofizică din Catania (în italiană Osservatorio Astrofisico di Catania) este un observator astronomic situat la Catania, pe insula Sicilia, în sudul  Italiei. Este gerat de Institutul Național de Astrofizică din Italia.

## Telescoape
- Telescop Cassegrain, cu oglinda primară având diametrul de 0,8 m[1]